# Hora Matky Boží

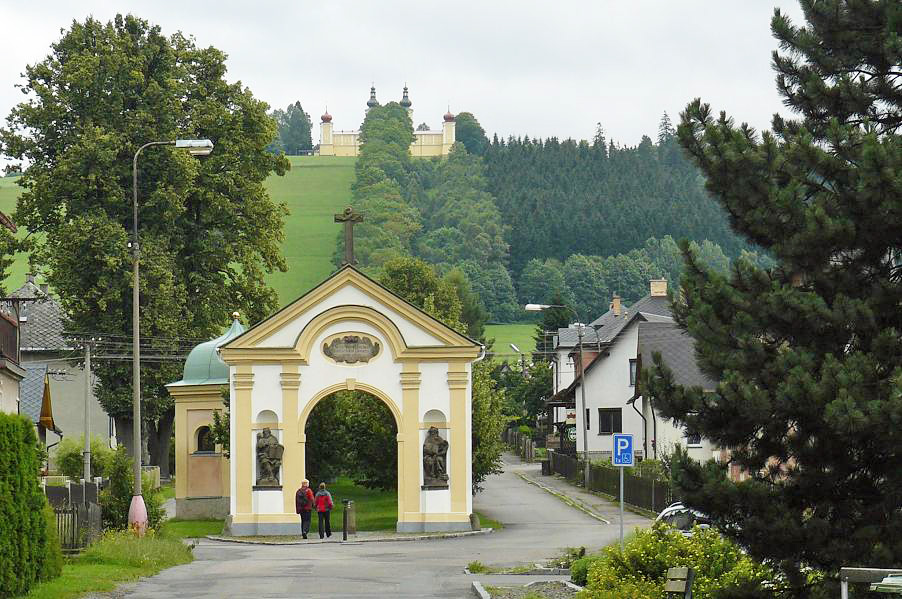
Hora Matky Boží – aleja z Kralików ze stacjami Drogi krzyżowej

Hora Matky Boží (Góra Matki Bożej, dawniej Lysá hora) – góra o wysokości 760 m n.p.m. wznosząca się 1,5km od Kralik w Czechach (nieopodal przejścia granicznego Boboszów) i będąca częścią Wyżyny Hanuszowickiej. Formalnie znajduje się na terenie wsi Dolní Hedeč.

## Informacje ogólne
Góra znana jest przede wszystkim jako teren narciarski, rozległy punkt widokowy i miejsce pielgrzymkowe. Wierzchołek tworzy dominantę założenia miejskiego Kralików. Z zachodniego krańca góry doskonale widoczna jest panorama Suchego Vrchu – regionalnej dominanty Gór Orlickich.

## Klasztor
Podczas wojny 30-letniej na wzgórze nad Kralikami podążały procesje mieszkańców miasta, pomiędzy którymi znajdował się mały Tobiaš Becker. Przyszły biskup hradecki złożył pewnego razu ślubowanie, że doprowadzi do powstania w tym miejscu świątyni. Po 1648 miejsce pozostało celem pielgrzymek, w związku z czym miejscowy proboszcz przypomniał Beckerowi o swojej obietnicy. Ten wywiązał się z obietnicy i od 1696 zaczęto zabudowywać teren pielgrzymkowy. Kamienie na budowę znosili wierni we własnych rękach. Założenie było gotowe 21 sierpnia 1700, kiedy przeniesiono tam cudowny obraz Matki Bożej Większej – Santa Maria Maggiore. Miejsce było bardzo popularne przez wiele dziesięcioleci, ale z czasem jego sława zaczęła maleć. W 1846 zarządzany przez zakon serwitów kościół z klasztorem spłonął od uderzenia pioruna, ale szybko naprawiono szkody. Wyposażenie wnętrza uzupełniono dopiero w latach 1883–1907 w stylu neorenesansowym. Najważniejszym obiektem na górze jest barokowy klasztor Redemptorystów ze Świętymi Schodami. W czasach totalitarnego reżimu w Czechosłowacji, od kwietnia 1950, w klasztorze funkcjonował obóz internowania dla zakonników z klasztorów całego kraju (całość zamknięto dla zwiedzających w 1950). Do obozu należał też budynek dzisiejszego domu pielgrzyma. Internowani pracowali tutaj w gospodarce rolnej. Po likwidacji obozu (od 1968) zakonnicy żyli tu nadal, a w 1989 cały obszar został przekazany zakonowi Redemptorystów. Wtedy nastąpiła generalna odnowa obiektu.
W latach 2002 – 2006 funkcjonowała w klasztorze grupa misjonarzy, która prowadziła misje formacyjne dla proboszczów. Po 2006 misja przeniosła się do Tasovic koło Znojma, a klasztor zajęła misja wydawnicza Redemptorystów. Od połowy 2009 w klasztorze nie ma już zakonników – pracuje tu tylko jeden ksiądz diecezjalny, świadczący posługi duchowe.

## Msze w kościele
Msze odbywają się w dni powszednie (jedna) i trzy w niedziele. W czasie pielgrzymek życie duchowe nabiera jednak znaczniejszego nasilenia.

## Przełożeni lokalnej społeczności redemptorystów
- 1999-2004 – P. Josef Groz (CSsR)
- 2004-2008 – P. Josef Michalčík (CSsR)
- 2008-2009 – P. Anton Verbovský (CSsR)

## Dostęp
- droga pątnicza
  - Droga krzyżowa prowadzi aleją lipową z centrum Králík (droga najkrótsza lecz stroma),
  - droga turystyczna,
    - z Červené Vody od południowego zachodu,
    - droga z Králík przez Dolní Hedeč po znakach zielonych (około 2,5km),
- szosa (obie są wąskie i kręte)
  - z Červené Vody
  - główna szosa z Králík przez Dolní Hedeč